# Saccopharynx lavenbergi
Saccopharynx lavenbergi es el nombre científico de una especie de pez abisal perteneciente al género Saccopharynx. Es una especie batipelágica que habita entre 2000 y 3000 m de profundidad en la zona centro y este del océano Pacífico. 
Posee la característica de que su boca puede dilatarse enormemente para tragar la pesca.